# Genetikk
Genetikk ist eine deutsche Hip-Hop-Band, die beim deutschen Label Selfmade Records unter Vertrag stand, mittlerweile aber unter dem selbstgegründeten Label OUTTA THIS WORLD Records veröffentlicht. Sie setzt sich aus dem Rapper Kappa und dem Produzenten Sikk zusammen.

## Geschichte

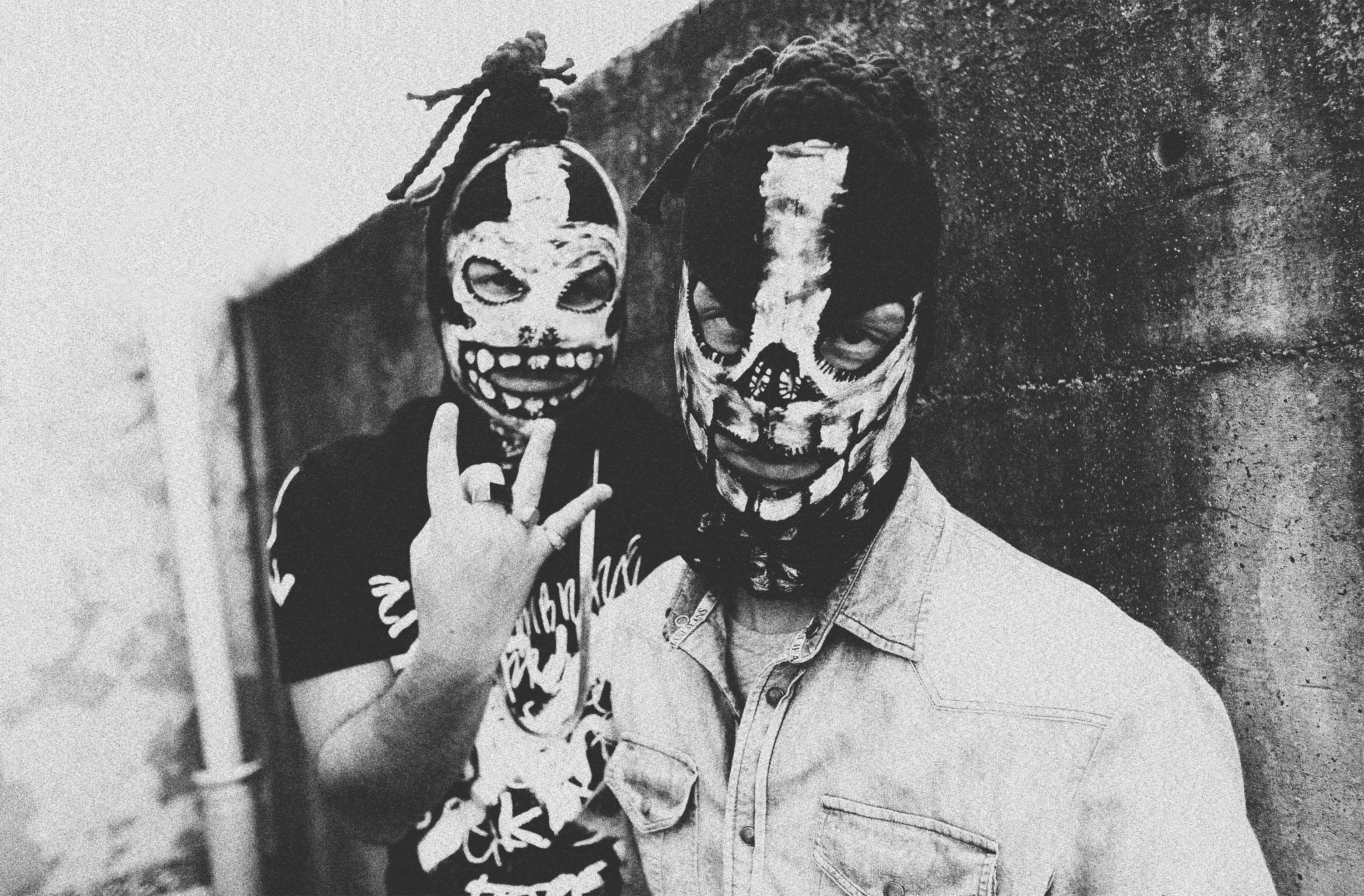
Genetikk (2013)

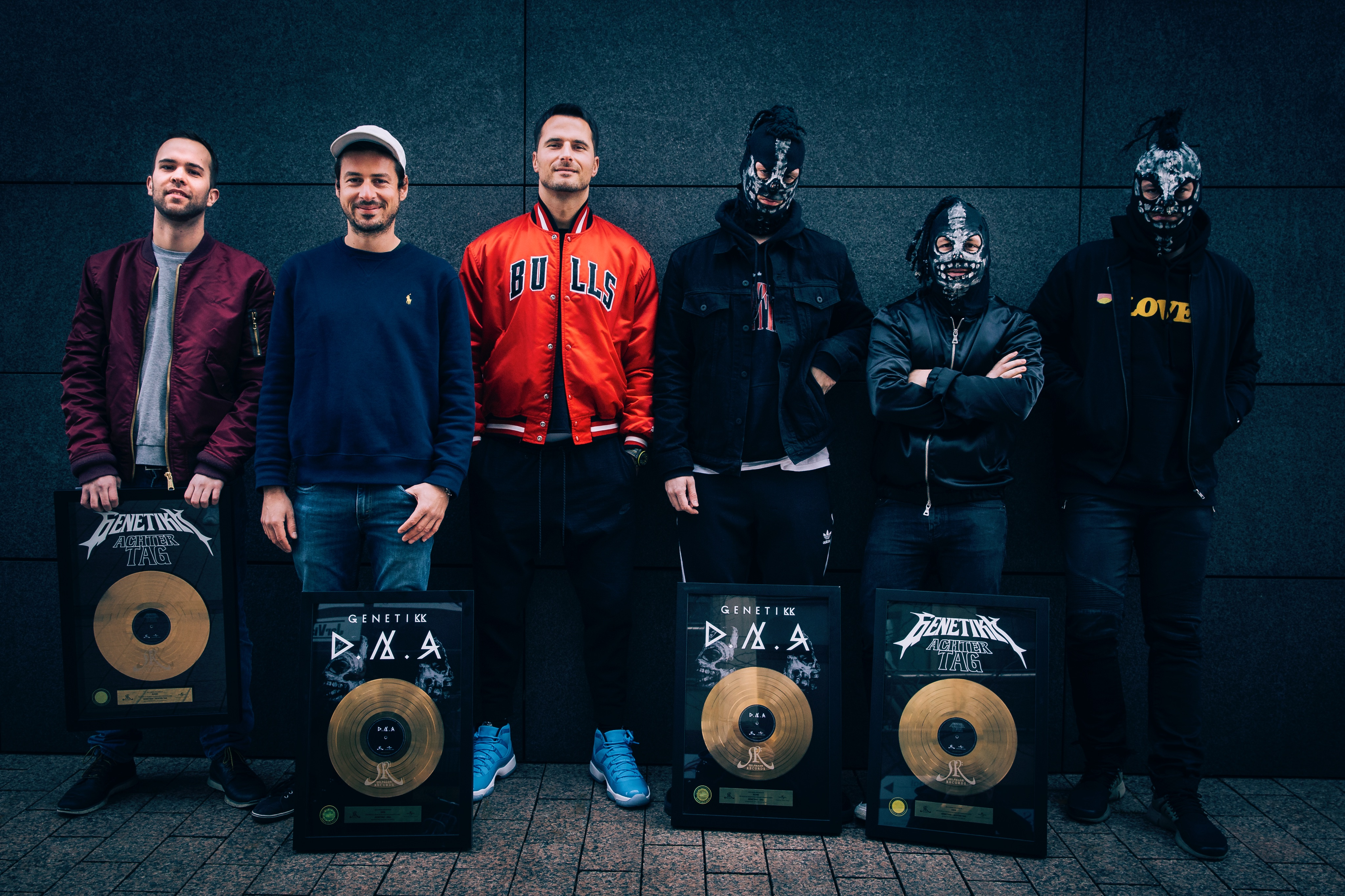
Goldverleihung der Alben D.N.A. und Achter Tag mit Thomas Burkholz, Markus Huber und Elvir Omerbegovic

Kappa und Sikk stammen aus Saarbrücken. Sie lernten sich während ihrer Schulzeit kennen und begannen nach eigenen Angaben etwa im Alter von dreizehn Jahren gemeinsam Musik aufzunehmen. Dabei entstand eine Hip-Hop-Band, die mehrfach um Mitglieder erweitert und wieder reduziert wurde. Etwa ein Jahr vor ihrer ersten Veröffentlichung entschieden sich Karuzo und Sikk unter dem Namen Genetikk als Duo zusammenzuarbeiten.
Im Oktober 2010 veröffentlichten sie unter dem Gruppennamen Genetikk ihr erstes Album Foetus zum kostenlosen Herunterladen. Dieses hatten Sikk und Karuzo in Paris aufgenommen. Foetus wurde von Kritiken, etwa durch die Internetseite Mixtapesammelstelle, „dreckigem Realo-Gangster Charme“ von Nate57 und „comichafter Überzeichnung des eigenen Charakters“ wie bei Favorite eingeordnet. Sowohl auf dem Cover zu Foetus als auch in Musikvideos des Duos trat Rapper Karuzo im Folgenden mit Gesichtsbemalung auf. Im Frühjahr 2011 kündigten Genetikk ihr zweites Album unter dem Titel Samsara für November 2011 an. Es erschienen daraufhin Musikvideos zu den Songs Inkubation, Genie und Wahnsinn und Konichiwa Bitches. Das Video zu Konichiwa Bitches wurde später von Genetikk wieder gelöscht, da es nach eigener Aussage den Ansprüchen des Duos nicht mehr genügte.
Anfang Oktober 2011 gab Karuzo die Verschiebung des Albums Samsara bekannt. Nachdem im November 2011 mit Puls ein weiteres Video zum zweiten Album erschienen war, wurde Ende Dezember bekannt gegeben, dass Genetikk einen Künstlervertrag bei Selfmade Records unterschrieben hatten. Der Titel des zweiten Albums wurde daraufhin in Voodoozirkus geändert. Mit König der Lügner wurde Ende Januar 2012 ein weiteres Musikvideo veröffentlicht. Im Video hat der Hip-Hop-Musiker DCVDNS einen Gastauftritt. Im Februar 2012 traten Genetikk im Rahmen der Deutschland-Tournee des US-amerikanischen Hip-Hop-Musikers GZA als Vorgruppe auf. Vom 4. Februar bis zum 8. Februar war das Duo bei vier Konzerten des Rappers vertreten. Vor der Veröffentlichung des zweiten Albums erschien mit Sorry eine weitere Video-Umsetzung. Am 24. Februar 2012 erschien im Internet-Shop des Independent-Labels sowie über iTunes Voodoozirkus als erstes kommerzielles Album Genetikks. Mit diesem konnte das Duo Platz 1 der iTunes-Charts erreichen. Im April 2012 traten Genetikk im Zuge der „Oui je le suis Europatour“ des französischen Rappers Sefyu bei drei Konzerten im Vorprogramm auf.
Im Oktober 2012 unterschrieben Genetikk einen Verlagsvertrag mit dem Medienkonzern BMG Germany. Zeitgleich dazu wurde das Album Voodoozirkus am 26. Oktober als CD und am 30. November als Vinyl wiederveröffentlicht. Vom 20. Oktober bis zum 29. Dezember 2012 absolvierte das Duo unter dem Titel „Menschen, Tiere, AKKtraktionen“ eine gemeinsame Tournee mit 257ers und DCVDNS.
Am 21. Juni 2013 erschien ihr Album D.N.A. bei Selfmade Records. Es stieg auf Platz 1 der deutschen Album-Charts ein und konnte sich auch in den Top 10 der Schweizer und österreichischen Charts platzieren. Neben dem kommerziellen Erfolg erfuhr das Album auch Lob von Musikmedien und Nachrichtenmagazinen, von der iTunes Redaktion wurde D.N.A. genreübergreifend zum Album des Jahres gekürt.
Im Zuge der Arbeiten an einem neuen Album wuchs die Gruppe vom Duo auf sieben Mitglieder an, die zwar nicht alle direkt am musikalischen Ergebnis beteiligt sind, aber dennoch Teil des kreativen Schaffens um Genetikk sind, insbesondere des Modelabels Hikids. Als Ort der Zusammenarbeit gründeten sie das Studio Factory in Saarbrücken, das namentlich an das Atelier The Factory von Andy Warhol angelehnt ist.
Am 11. Februar 2015 kündigten Genetikk über ihre offizielle Facebook-Seite das dritte Studio-Album, Achter Tag, auf dem Label Selfmade Records für den 8. Mai 2015 an. Am 6. März erschienen die ersten beiden Singleauskopplungen des Albums, Achter Tag/Dago, als Video auf dem Youtube-Kanal von Selfmade Records. Am 10. April folgte das Musikvideo zur zweiten Single Wünsch dir was, die ein Sample des gleichnamigen Liedes der Toten Hosen enthält. Eine Woche vor Erscheinen der LP wurde die Kollaboration Jungs aus'm Barrio  mit dem Bonner Rapper SSIO veröffentlicht. Achter Tag, dessen Beats nicht wie bisher ausschließlich von Sikk, sondern insbesondere in Zusammenarbeit mit Samon Kawamura produziert wurden, stieg in der ersten Veröffentlichungswoche an die Spitze der Charts und konnte mit 60.000 abgesetzten Einheiten den Erfolg von D.N.A. übertreffen. Im August 2016 erreichte das Album für 100.000 verkaufte Einheiten Goldstatus in Deutschland.
Am 26. November 2015 wurde bekannt, dass Genetikk einen Vertrag mit Warner/Chappell Music unterzeichnet hatten. Am 8. Oktober 2016 kündigten Genetikk das neue Album Fukk Genetikk an. Es erschien am 2. Dezember 2016. Im Dezember 2017 gaben Genetikk die Trennung von Selfmade Records und die Gründung ihres Labels „Outta this World“ bekannt. Im Zuge dessen wurde das Duo Tiavo als erstes offizielles Signing bekannt gegeben. Am 17. August 2018 erschien ihr Album D.N.A.2. Am 19. Oktober 2018 erschien das Album Y.A.L.A, was für „You always live again“ steht. Am 29. November 2019 erschien das Album OUTTATHISWORLD - RADIO SHOW VOL. 1. Genetikk kündigten 2019 für 2020 ihr sechstes Studioalbum MDNA an, das letztlich am 13. August 2021 erschien. Requiem, die erste Single des Albums, erschien am 26. März 2021. Am 24. Dezember 2021 veröffentlichte Genetikk mit MDNA + 6 das Album MDNA inklusive sechs neuer Songs noch einmal. Dazu wurde im Vorhinein die Single Stille mit Kollegah ausgekoppelt.

## Diskografie
Studioalben
| Jahr | Titel Musiklabel                                           | Höchstplatzierung, Gesamtwochen, AuszeichnungChartplatzierungen (Jahr, Titel, Musiklabel, Platzierungen, Wochen, Auszeichnungen, Anmerkungen) | Höchstplatzierung, Gesamtwochen, AuszeichnungChartplatzierungen (Jahr, Titel, Musiklabel, Platzierungen, Wochen, Auszeichnungen, Anmerkungen) | Höchstplatzierung, Gesamtwochen, AuszeichnungChartplatzierungen (Jahr, Titel, Musiklabel, Platzierungen, Wochen, Auszeichnungen, Anmerkungen) | Anmerkungen                                               |
| Jahr | Titel Musiklabel                                           | DE | AT | CH | Anmerkungen                                               |
| ---- | ---------------------------------------------------------- | --- | --- | --- | --------------------------------------------------------- |
| 2010 | Foetus Selbstverlag                                        | — | — | — | Erstveröffentlichung: Oktober 2010 kostenloser Download   |
| 2012 | Voodoozirkus Selfmade Records (GA)                         | — | AT70 (1 Wo.)AT | — | Erstveröffentlichung: 26. Oktober 2012 Verkäufe: + 20.000 |
| 2013 | D.N.A. Selfmade Records (GA)                               | DE1 Gold · (11 Wo.)DE | AT4 (7 Wo.)AT | CH5 (5 Wo.)CH | Erstveröffentlichung: 21. Juni 2013 Verkäufe: + 100.000   |
| 2015 | Achter Tag Selfmade Records (UMG)                          | DE1 Gold · (9 Wo.)DE | AT1 (6 Wo.)AT | CH1 (6 Wo.)CH | Erstveröffentlichung: 8. Mai 2015 Verkäufe: + 100.000     |
| 2016 | Fukk Genetikk Selfmade Records (UMG)                       | DE6 (6 Wo.)DE | AT9 (2 Wo.)AT | CH5 (2 Wo.)CH | Erstveröffentlichung: 2. Dezember 2016                    |
| 2018 | D.N.A. 2 Outta This World (Sony)                           | DE22 (2 Wo.)DE | AT20 (1 Wo.)AT | CH19 (1 Wo.)CH | Erstveröffentlichung: 19. Oktober 2018                    |
| 2018 | Y.A.L.A Outta This World (Sony)                            | DE1 (2 Wo.)DE | AT6 (1 Wo.)AT | CH5 (1 Wo.)CH | Erstveröffentlichung: 19. Oktober 2018                    |
| 2019 | Outtathisworld – Radio Show Vol. 1 Outta This World (Sony) | DE11 (2 Wo.)DE | AT25 (1 Wo.)AT | CH22 (1 Wo.)CH | Erstveröffentlichung: 29. November 2019                   |
| 2021 | MDNA Outta This World (GA)                                 | DE1 (3 Wo.)DE | AT9 (2 Wo.)AT | CH10 (2 Wo.)CH | Erstveröffentlichung: 13. August 2021                     |
| 2022 | Outtathisworld – Radio Show Vol. 2 Outta This World (GA)   | DE3 (1 Wo.)DE | AT37 (1 Wo.)AT | CH31 (1 Wo.)CH | Erstveröffentlichung: 23. September 2022                  |
| 2023 | Sacrifice Outta This World (ONE)                           | DE19 (1 Wo.)DE | — | — | Erstveröffentlichung: 21. Dezember 2023                   |

## Auszeichnungen
Hiphop.de Awards
- 2013: Beste Gruppe National[43]